# 1335 en santé et médecine
| Années de la santé et de la médecine : 1332 - 1333 - 1334 - 1335 - 1336 - 1337 - 1338    |
| Décennies de la santé et de la médecine : 1300 - 1310 - 1320 - 1330 - 1340 - 1350 - 1360 |

Cet article présente les faits marquants de l'année 1335 en santé et médecine.

## Événements
- 2 février : fondation à Nancy, en Lorraine, par le prêtre Jean Vernier, d'un asile placé sous le patronage de saint Julien, et qui est à l'origine de l'hôpital intégré aujourd'hui[1] au centre régional hospitalier[2],[3],[4].
- Fondation de l'hôpital de Bioule, en Quercy, dirigé conjointement par l'évêque de Montauban et par les consuls[5],[6].
- Le synode de Salamanque, après ceux de Béziers (1246), d'Albi (1254), de Vienne (1267) et de Valladolid (1322), rappelle que le droit canonique interdit rigoureusement aux chrétiens de se faire soigner par un médecin juif, prohibition généralement ignorée[7].
- Obligation est faite aux bacheliers en médecine de l'université de Paris de suivre un stage pratique, soit de deux étés hors de Paris, soit de deux ans pleins dans la capitale[8].
- 1330-1335 : fondation de l'hôpital Saint-Julien-des-Ménestriers à Paris, rue Saint-Martin, destiné par la corporation des danseurs, jongleurs et musiciens aux confrères de passage auxquels ils ont fait interdire d'exercer leur métier dans l'enceinte de la ville[9],[10].

## Publication
- Guy de Vigevano, médecin et ingénieur lombard, compose son Thesaurus Regis Franciae, qui comprend un régime de santé pour les pèlerins de Terre sainte[11].